# Dicranomyia tricholabis
Dicranomyia tricholabis là một loài ruồi trong họ Limoniidae. Chúng phân bố ở miền Australasia.